# Desracialización
La desracialización es un proceso político, crítico e histórico que busca nivelar las estructuras de poder construidas en relación con la raza, retando los sistemas de opresión que han permitido jerarquías sociales y culturales a partir de criterios raciales. En este  concepto no solo se vincula con el rechazo a los prejuicios raciales, sino también a una verdadera transformación de las instituciones  y las prácticas sociales que crean el racismo estructural. Plantea una crítica integral al legado del colonialismo, la blanquitud como norma y la construcción de identidades marcadas por criterios raciales dentro de las estructuras sociales modernas.

## Contexto por país

### Contexto en el ámbito mexicano
Es la normalización racial que permite a las y los mexicanos expresarse y convencerse de la idea de que no existe el racismo en México gracias a que  "todos somos mestizos". Actúa de tal manera, que asocia una identidad racial y un estatus económico simplificando racionalmente. La cuestión es cómo se ha llegado como sociedad a esta suposición reduccionista y cómo se puede discutir la erradicación de la raza por medio de la reiteración de ideologías raciales como el mestizaje.

#### Afrodescendencia mexicana
Se entiende como una postura crítica de procesos de racialización por parte de quienes tienen mayor acceso a educación universitaria, es una apuesta a la apreciación y desmitificación del utillaje seudoacadémico con el que se han construido conceptos y categorías a partir de las cuales se construyeron a partir de la mirada exotizante del negro. Es un esfuerzo para afirmar en la afrodescendencia comprensiones y lecturas valorativas que permitan positivizar toda la experiencia histórica de la descendencia africana en América.

### Contexto en el ámbito chileno

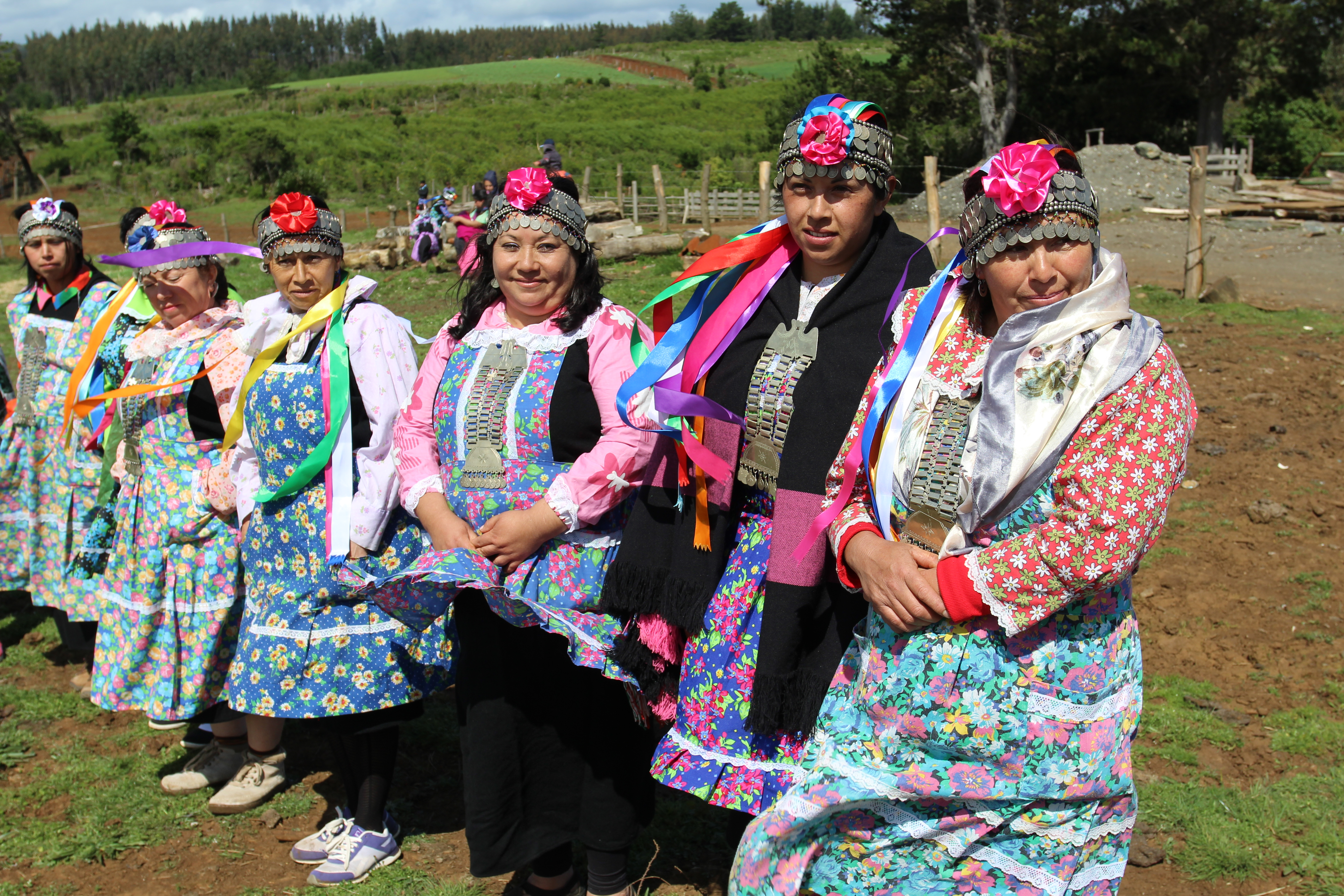
Mujeres mapuche con vestimenta tradicional en una actividad cultural en el sur de Chile.

Durante los siglos XIX y XX, el Estado chileno impulsó políticas que buscaban la asimilación cultural de los pueblos indígenas, especialmente del pueblo mapuche. A través de misiones religiosas, escuelas rurales y acciones militares como la llamada Pacificación de la Araucanía, se quiso llevar a cabo una  idea de nación única, donde las identidades indígenas eran reprimidas o simplemente ignoradas. Pero no fue solo una imposición física: igual hubo una violencia simbólica que cambió la forma en que muchas personas indígenas comprendían su papel en el mundo. Se intentó construir una identidad subordinada, basada en la dependencia, la obediencia y el rechazo de sus propios saberes y raíces culturales.
La chilenidad acompañó este proceso como sinónimo de civilización, progreso y blanquitud, dejando de lado  a los pueblos originarios fuera del marco de ciudadanía plena. La racialización terminó operando como una herramienta ideológica de control.

#### Relación con la descolonización
Se relaciona con la descolonización, no sólo como un acto político, sino también como un proceso de desaprendizaje del conocimiento impuesto por la modernidad occidental. Es importante cuestionar las distintas formas de pensar, educar, investigar y organizar la vida cotidiana.
Se requiere  un compromiso activo durante este proceso por parte de las comunidades, instituciones y movimientos sociales, dado que requieren una ruptura epistemológica con las categorías dominantes, incluyendo el reconocimiento de distintas formas de conocimiento como los del sur o los saberes indígenas. Se convierte en un componente importante para lograr una transformación social que sea pluricultural, intercultural y antirracista.

#### Movimientos estudiantiles

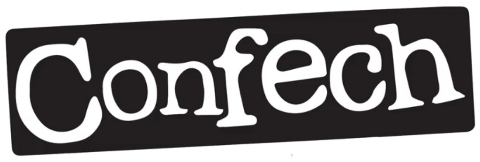
Confederación de Estudiantes de Chile.

Organizaciones como la Confederación de Estudiantes de Chile y la Federación Mapuche de Estudiantes son fundamentales al momento de incorporar la descolonización en las agendas del movimiento estudiantil chileno. Dichas organizaciones han denunciado el carácter eurocéntrico de la educación chilena y han fomentado la necesidad de construir una educación pertinente, que priorice las identidades indígenas, sus lenguas, territorios y formas de conocimiento.
En muchas movilizaciones estudiantiles, la presencia mapuche ha sido clave para poner sobre la mesa la lucha por la autonomía cultural, lingüística y política dentro de las universidades. Debido a esto, se han logrado impulsar demandas que no se quedan solo en lo académico, sino que apuntan a transformar el sistema educativo desde una perspectiva plurinacional y realmente descolonizadora.

### Contexto en el ámbito colombiano
En el ámbito educativo colombiano constituye un proceso transformador orientado a desmontar las estructuras, prácticas y representaciones racistas que han sido históricamente naturalizadas en el sistema escolar. Este enfoque emerge como una respuesta crítica frente al racismo estructural y cotidiano que experimentan niñas y niños afrocolombianos en las instituciones educativas del país.
Pese a la prevalencia de prácticas discriminatorias en la vida cotidiana colombiana, el racismo se encuentra normalizado en el imaginario social, lo cual ha derivado en una escasa atención por parte de la academia y de los organismos políticos. 
Se exige una transformación radical de la escuela, entendiéndose como un espacio de hospitalidad. Esto implica que las instituciones educativas deben estar preparadas para acoger y promover las subjetividades, lenguajes, historias, imaginarios y formas de existencia que han sido sistemáticamente marginadas. En este sentido, se hace imperativo que el sistema educativo colombiano reconozca y valore la diversidad cultural del país, con especial énfasis en la afrocolombianidad, no únicamente como una categoría étnica, sino como una forma legítima de ser, conocer y habitar el mundo.

## Críticas y desafíos
Uno de los principales retos es reconocer que el orden racial no es casual, sino que está sostenido por privilegios estructurales. Además implica transformar sistemas como la educación, la justicia y la cultura, se planeta abrir espacios donde escuchen y valoren los saberes junto con las cosmovisiones de los pueblos originarios.